# Bill Virdon
William Charles Virdon, dit Bill Virdon, né le 9 juin 1931 à Hazel Park (Michigan) et mort le 23 novembre 2021 à Springfield (Missouri), est un joueur de champ extérieur et manager et instructeur américain dans les Ligues majeures de baseball.
Désigné recrue de l'année 1955 en Ligue nationale comme joueur, il est manager de l'année en Ligue américaine en 1974.

## Biographie
Entre 1955 et 1968, Bill Virdon a joué comme voltigeur de centre pour les Cardinals de Saint-Louis (avec qui il a été élu recrue de l'année 1955 dans la Ligue nationale) et pour les Pirates de Pittsburgh, avec qui il a remporté la Série mondiale en 1960 et gagné un gant doré pour son travail défensif à sa position en 1962. Il avait été sélectionné avant son entrée dans les majeures par les Yankees de New York, mais ceux-ci l'échangèrent à Saint-Louis en 1954, dans un échange impliquant plusieurs joueurs dont le futur membre du temple de la renommée du baseball Enos Slaughter.
Comme manager, Virdon a dirigé les Pirates de Pittsburgh (1972-1973), les Yankees de New York (1974-1975), les Astros de Houston (1975-1982) et les Expos de Montréal (1983-1984). Il a mené les Pirates de 1972 au championnat de la division Est de la Ligue Nationale et les Astros de 1980 au championnat de la division Ouest de la même ligue, mais à chaque fois son équipe n'a pu atteindre les séries mondiales. Il a été élu manager de l'année dans la Ligue américaine en 1974 avec les Yankees.
Bill Virdon vivait à Springfield, dans le Missouri, et est employé par les Pirates de Pittsburgh comme instructeur spécial pour les joueurs de champ extérieur lors des camps d'entraînement.